# Channi’el
Koordinaten: 32° 20′ N, 34° 57′ O
Channiʾel (hebräisch חַנִּיאֵל) ist ein im Jahre 1950 gegründeter Moschav im Regionalverband ʿEmeq Chefer im Zentralbezirk von Israel. Im Jahre 2017 lebten in Channiʾel 953 Menschen. Der Moschav wurde nach Channiʾel Ben Efod, einem Anführer des Stammes Manasse (4 Mos 34,23 ), benannt (hebräisch : בְנֵי יוֹסֵף לְמַטֵּה בְנֵי-מְנַשֶּׁה נָשִׂיא חַנִּיאֵל בֶּן-אֵפֹד).